# Sicista armenica
Sicista armenica és una espècie de mamífer rosegador miomorf de la família dels dipòdids.

## Descripció
És un petit rosegador, com el ratolí, amb un pes mitjà de 10 g i fins a 9 cm de llarg, excloent la cua semi-prènsil, que supera lleugerament la longitud del cos. El cos és de color marró, més fosc a la regió superior.

## Biologia
L'espècie és de comportament nocturn i s'alimenta de llavors, baies i insectes. Es mou per terra amb petits salts i pot entrar fàcilment als arbustos i arbres, per la seva cua prènsil. El nou, de forma ovalada, està fet de restes de plantes en un forat poc profund excavat pel mateix animal.

## Distribució i hàbitat
És una espècie endèmica d'Armènia, que es troba en els boscos mixtos de coníferes i arbres de fulla ampla a la zona aigües amunt del riu Marmarik.

## Estatus i conservació
La Societat Zoològica de Londres, sobre la base de l'evolució singular i la petitesa de la població, considera la sicista armenicau una de les 100 espècies de mamífers amb major risc d'extinció.